# Había una vez una ballena
Había una vez una ballena es una película documental de Argentina filmada en colores dirigida por Juan Schröder sobre guion de Horacio Suárez que se produjo en 1985 y nunca fue estrenada comercialmente.
Fue filmada a bordo del buque Ksar.

## Sinopsis
La vida silvestre en las costas de la Península Valdés, Patagonia, Isla de los Estados y Península Antártica. 

## Comentarios
El director Juan Schröder expresó:

«Es un alegato a favor de la ecología que pretende, entre otras cosas, alertar y tomar conciencia sobre la exterminación de la ballena.» 